# Вышетравино

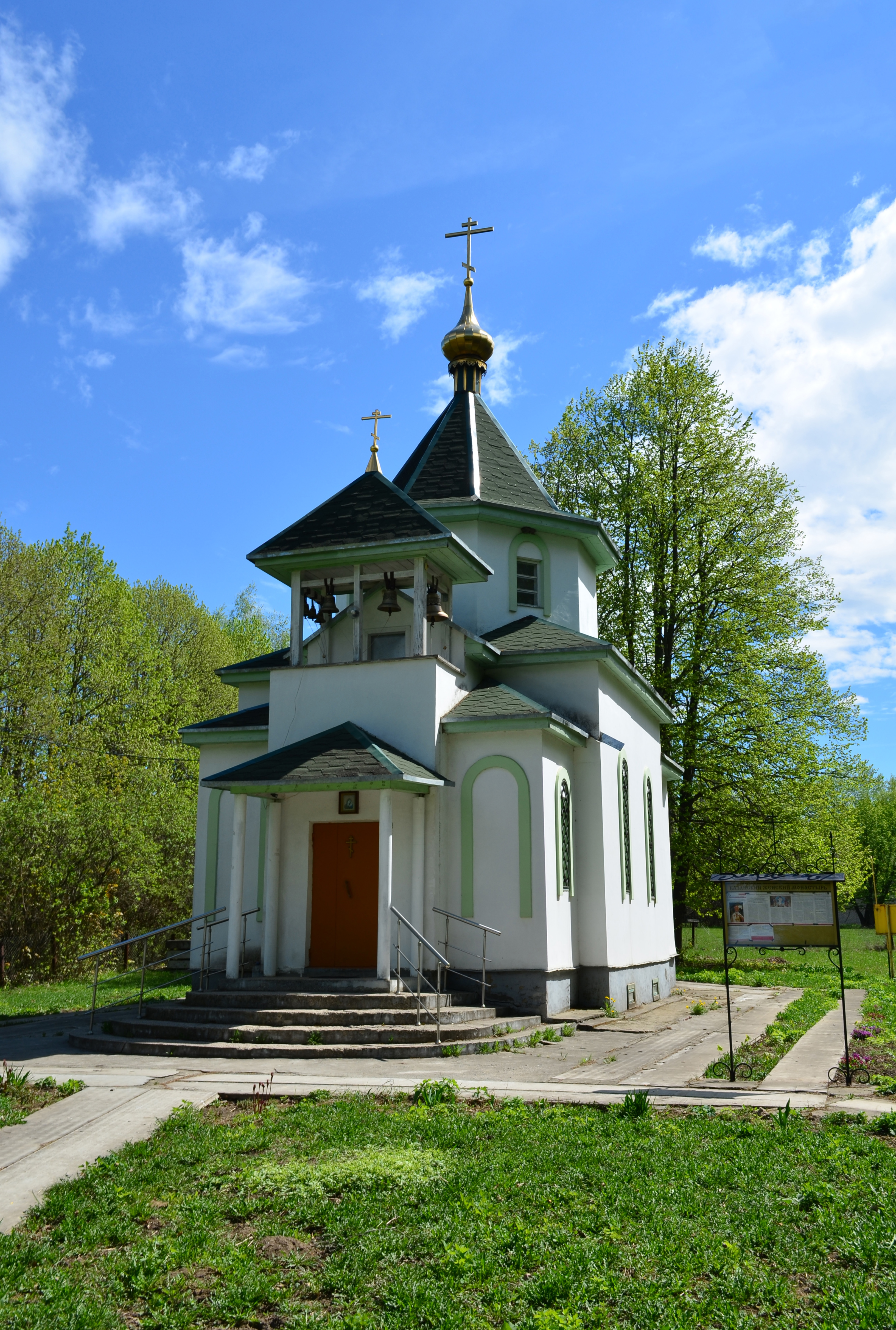
Казанский храм.

Вышетравино — село в Окском сельском поселении Рязанского района Рязанской области России.

## Расположение
Расположено в 15 км на юг от Рязани.

## История
С 2005 года — административный центр Вышетравинского сельского поселения, с 2017 года — в составе Окского сельского поселения.

## Население
| 1859 | 1906 | 2010 |
| ---- | ---- | ---- |
| 315  | ↗507 | ↗703 |